# 평촌중학교
평촌중학교(坪村中學校)는 대한민국 경기도 안양시 동안구 평촌동에 있는 공립 중학교이다.

## 학교 연혁
- 1991년 3월 11일 : 평촌중학교 설립인가
- 1992년 3월 5일 : 입학식(467명)
- 1992년 9월 1일 : 개교식(458명) 및 초대 안장환 교장 취임
- 1993년 2월 10일 : 제1회 졸업(남 4명, 여 2명 계 6명)
- 2000년 1월 30일 : 특수학급(1학급) 병설
- 2001년 12월 26일 : 강당, 특별실 6실 증축
- 2002년 3월 22일 :  봉사활동 도지정 연구 시범학교 지정운영
- 2003년 3월 1일 : 과학교육 도지정 연구 시범학교 지정운영
- 2003년 9월 1일 : 급식소 개소
- 2022년 3월 1일 : 제9대 강화천 교장 취임
- 2022년 7월 22일 : 다목적 체육관 및 급식실 완공
- 2024년 1월 9일 : 제32회 졸업[남 231명, 여 201명 계 432명] [누계 17,435명]
- 2024년 3월 4일 : 입학식(434명)

## 참고 자료
- 평촌중학교 - 한국교육학술정보원 학교알리미